# Garhwa (huyện)
Huyện Garhwa là một huyện thuộc bang Jharkhand, Ấn Độ. Thủ phủ huyện Garhwa đóng ở Garhwa. Huyện Garhwa có diện tích 4064 ki lô mét vuông. Đến thời điểm năm 2001, huyện Garhwa có dân số 1034151 người.